# Aphthona lacertosa
Aphthona lacertosa là một loài bọ cánh cứng ăn rễ cây trong chi Aphthona. Nó là một trong 5 loài của chi Aphthona đã được sử dụng ở Alberta, Canada để khống chế loài leafy spurge, một loài thực vật xâm chiếm làm giảm chất lượng đồng cỏ và môi trường sống tự nhiên.
A. lacertosa là loài bản địa của Á-Âu, nhưng được du nhập vào Bắc Mỹ đầu tiên năm 1990, sau đó phổ biến hơn vào năm 1997.